# Fran Palermo
A Fran Palermo magyar együttes. 2011-ben alakult meg Budapesten. A zenekar az indie folk, alternatív rock, barokk pop és "vagabond rock" műfajokban játszik. Nagyrészt angol nyelven énekelnek, ritka náluk a magyar nyelvű éneklés. 2013-ban feloszlottak, azonban még tartottak egy búcsú koncertet a Kuplung Klubban. 2015 óta újból aktív a zenekar.

## Tagok
- Henri Gonzalez – ének, gitár (2011-)
- Pintér Benedek – basszusgitár (2011-)
- Árvay Gábor – billentyűk (2011-)
- Ország Kornél – dobok (2011-)
- Dimitris Topuzidis – gitár, ének (2013-)
- Bihaly Áron – trombita
- Menedzser - Galeotti Álmos

## Díjak
2021 - Fonogram Díj  - az év hazai alternatív vagy indie-rock albuma vagy hangfelvétele
FRAN PALERMO - Crocodile Juice Bar (MZK Publishing)

## Diszkográfia
- 2012 - Museum of Clouds (EP)
- 2013 - Natural Cash (EP)
- 2015 - Sun in Splendour No. 14 (EP)
- 2015 - Fran Palermo (stúdióalbum)
- 2016 - Razzle Dazzle (stúdióalbum)
- 2020 - Crocodile Juice Bar (stúdióalbum)